# Mexicaans-Spaans
Het Mexicaans-Spaans (Spaans: español mexicano) is een variëteit van het Spaans die gesproken wordt in grote delen van Mexico.

## Verspreiding en variëteiten
Mexicaans-Spaans wordt gesproken in het grootste deel van Mexico. De vormen van het Spaans die in bepaalde delen van Oost-Mexico worden gesproken wijken dusdanig af van het gangbare Mexicaans-Spaans dat het tot andere variëteiten wordt gerekend: het Spaans dat in de kuststaten Veracruz en Tabasco wordt gesproken wordt onder het Caraïbisch-Spaans gerekend, het Spaans van Chiapas valt onder het Centraal-Amerikaanse Spaans en het Spaans dat op het schiereiland Yucatán wordt gesproken is een eigen variëteit, het Yucateeks-Spaans. In totaal spreken ongeveer 80 miljoen Mexicanen Mexicaans-Spaans.
Binnen het Mexicaans-Spaans zijn verschillende subvariëteiten te onderscheiden. Mensen uit het noorden van Mexico zijn voor Mexicanen vaak te herkennen aan hun norteño-uitspraak, en ook inwoners van de zuidelijke kuststreken, Jalisco en Mexico-Stad hebben een herkenbare uitspraak.
Filipijns-Spaans en Nieuw-Mexico Spaans hebben vanwege de historische banden met Mexico sterke invloeden van het Mexicaans-Spaans ondergaan. Ook het Spaans in de Verenigde Staten staat nog het dichtst bij het Mexicaans-Spaans, hoewel Spaanstalige immigranten in de Verenigde Staten in Mexico vaak wel aan hun taal herkend kunnen worden.

## Kenmerken
Een kenmerk dat het Mexicaans-Spaans deelt met de andere variëteiten die in Ibero-Amerika worden gesproken zijn het seseo en het yeísmo: in tegenstelling tot in Spanje is er geen verschil in uitspraak tussen c/z en s, en tussen ll en y. Die eerste klank wordt altijd als s uitgesproken, die tweede als j, in het noorden van Mexico neigend naar zj. Andere kenmerken die het Mexicaans-Spaans deelt met veel andere Latijns-Amerikaanse variëteiten zijn de verschuiving van het werkwoord estar ten koste van ser, een algemene vervaging van de grenzen van verschillende werkwoordstijden en een enigszins afwijkend lexicon, waarbij het Mexicaans-Spaans meer nog dan de andere variëteiten gebruikmaakt van leenwoorden of leenvertalingen uit het Engels. Een computer, die men in Spanje ordenador noemt, heet in Mexico een computadora, en waar men in Spanje het woord dvd uitspreekt alsof het een Spaans woord is (de-uve-de) heeft men in Mexico een uitspraak die dichter bij het Engels ligt (di-vi-di).
Waar men in veel andere delen van Latijns-Amerika vaak de neiging heeft medeklinkers niet of nauwelijks uit te spreken, gebeurt dit in Mexico juist bij onbeklemtoonde (eind)medeklinkers. Als uitzondering op de doorgaans zeer consistente Spaanse uitspraakregels, kan de uitspraak van de x in Mexico per woord verschillen. In woorden die uit het Europees-Spaans komen wordt het doorgaans als 'ks' uitgesproken, maar in woorden van inheemse herkomst of plaatsnamen kan de uitspraak 's' (Xochimilco), 'ks' (Tlaxcala), 'sh' (Xico) of 'g' (México) zijn. Dit is grotendeels veroorzaakt door een wijziging in de uitspraak van de x die sinds de 16e eeuw in alle variëteiten van het Spaans heeft plaatsgevonden; waar de x eerst altijd werd uitgesproken als 'sj' is het tegenwoordig 'g' geworden. De spelling heeft zich over het algemeen aangepast, worden als exército worden tegenwoordig als ejército geschreven, maar men is daar in Mexico vooral in woorden met een inheemse oorsprong niet altijd consistent is geweest. Voor sommige woorden worden twee spellingen naast elkaar gebruikt, zoals Xalapa/Jalapa en México/Méjico, hoewel de spelling 'Méjico' in Mexico vrijwel nooit gebruikt wordt en als Spaans taalimperialisme wordt gezien.
Verder kenmerkt het Mexicaans-Spaans zich door de opname van grote aantallen leenwoorden uit indiaanse talen, voornamelijk Nahuatl (mexicanismen). Waar men buiten Mexico een ijzerwinkel bijvoorbeeld een ferretería noemt, spreekt men in Mexico over een tlapalería, terwijl een paja (rietje) in Mexico een popote heet, en een sandalia (sandaal) huarache. Een grammaticale eigenschap die het Mexicaans-Spaans uit het Nahuatl, of eigenlijk uit alle talen van de Meso-Amerikaanse sprachbund, heeft overgenomen is de weergave van bezit in de vorm "persoonlijk voornaamwoord-bezit-van-eigenaar". "De hond van de man" wordt in Mexico vaak als su perro del hombre, "zijn hond van de man", vertaald.
Andes-Spaans · Caraïbisch-Spaans · Centraal-Amerikaans Spaans · Chileens-Spaans · Colombiaans Spaans · Dominicaans-Spaans · Mexicaans-Spaans · New Mexico-Spaans · Panamees-Spaans · Spaans van de Peruaanse Kust · Rioplatensisch-Spaans · Yucateeks Spaans 
Zie ook: Ladino · Portuñol · Spaans in de Verenigde Staten